# Europese kampioenschappen zwemmen 1938

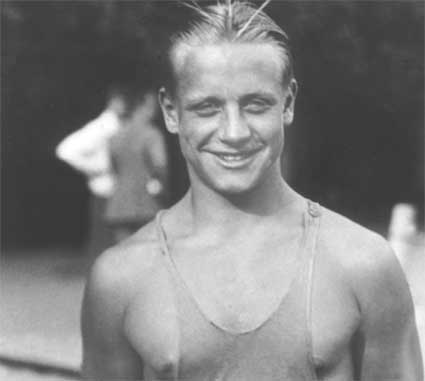
Björn Borg tijdens het EK zwemmen

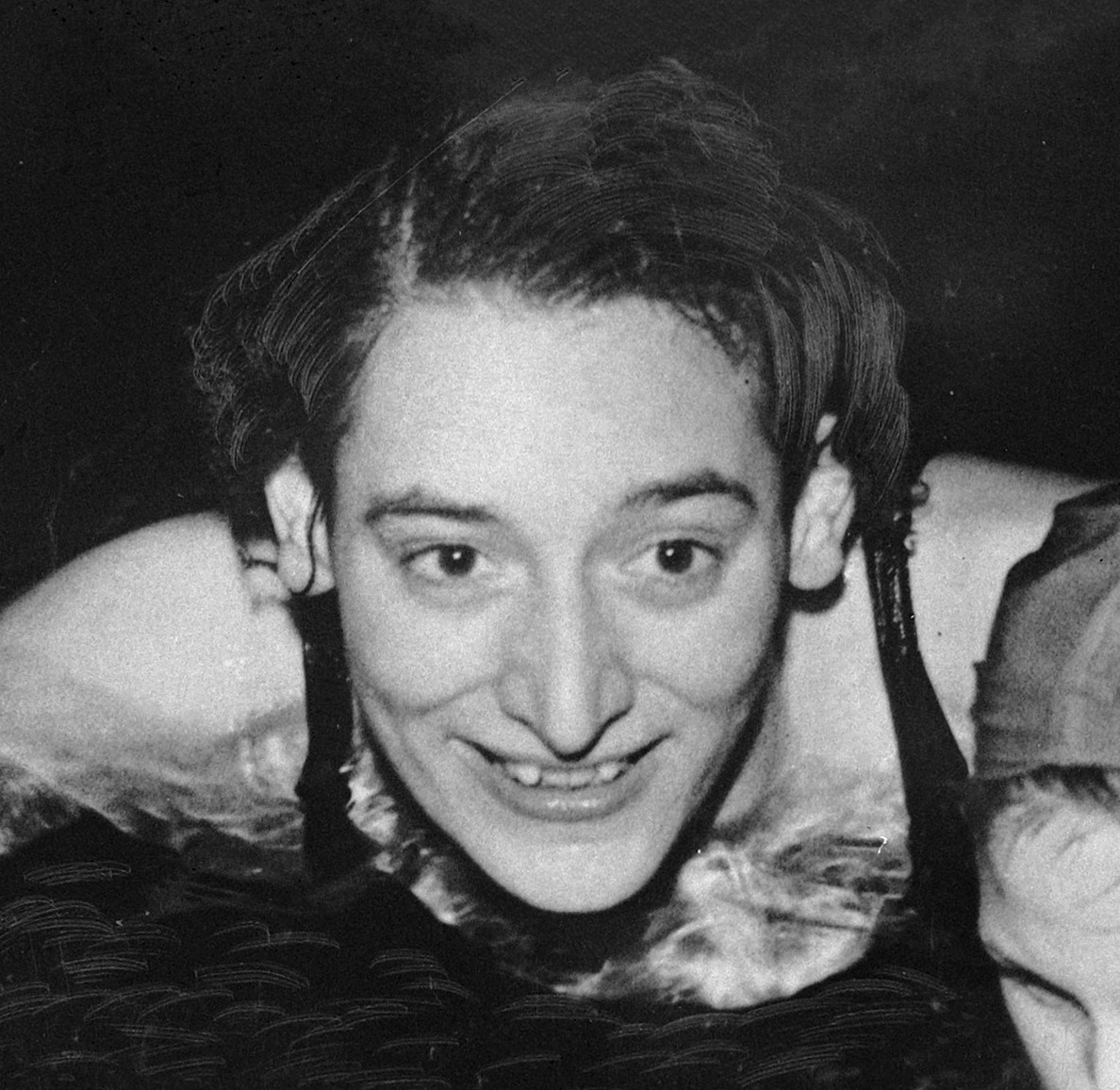
Cor Kint na haar overwinning

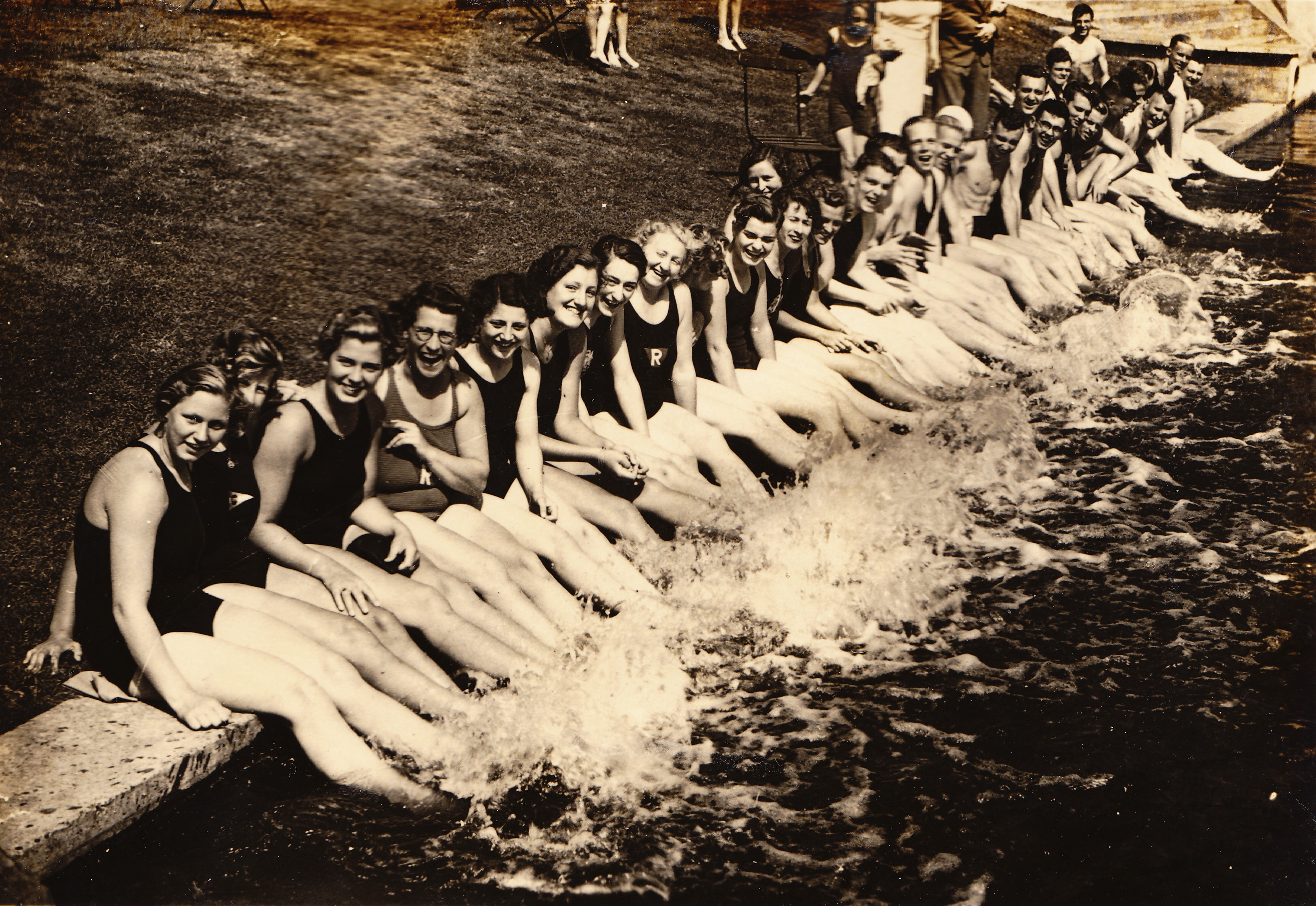
De Nederlandse zwemploeg

De Europese kampioenschappen zwemmen 1938 werden gehouden van 6 tot en met 13 augustus 1938 in Londen, Verenigd Koninkrijk. Ze bleken de laatste internationale zwemkampioenschappen te zijn voor het uitbreken van de Tweede Wereldoorlog. De Duitse ploeg was voornamelijk samengesteld uit mannen; enkel twee schoonspringsters (Gerda Daumerlang en Suse Heinze) waren afgevaardigd. Geen van de Duitse zwemsters waren gestuurd, omdat ze geen kans zouden maken op de winst.

## Zwemmen

### Mannen
| Afstand:           | Goud:                                                                 | Tijd    | Zilver:                                                               | Tijd    | Brons:                                                                            | Tijd    |
| 100 m vrije slag   | Kees Hoving Nederland                                                 | 59,8    | Frederick Dove Verenigd Koninkrijk                                    | 1.00,6  | István Kőrösi Hongarije                                                           | 1.01,2  |
| 400 m vrije slag   | Björn Borg Zweden                                                     | 4.51,6  | Werner Plath nazi-Duitsland                                           | 4.56,2  | Norman Wainwright Verenigd Koninkrijk                                             | 4.56,3  |
| 1500 m vrije slag  | Björn Borg Zweden                                                     | 19.55,6 | Robert Leivers Verenigd Koninkrijk                                    | 19.57,0 | Heinz Arendt nazi-Duitsland                                                       | 20.12,6 |
| 100 m rugslag      | Heinz Schlauch nazi-Duitsland                                         | 1.09,0  | Gerhard Nüsske nazi-Duitsland                                         | 1.10,8  | Árpád Lengyel Hongarije                                                           | 1.12,0  |
| 100 m rugslag      | Heinz Schlauch nazi-Duitsland                                         | 1.09,0  | Gerhard Nüsske nazi-Duitsland                                         | 1.10,8  | Stans Scheffer Nederland                                                          | 1.12,0  |
| 200 m schoolslag   | Joachim Balke nazi-Duitsland                                          | 2.45,8  | Erwin Sietas nazi-Duitsland                                           | 2.45,9  | Anton Cerer Joegoslavië                                                           | 2.47,6  |
| 4x200 m vrije slag | nazi-Duitsland Werner Birr Wolfgang Heimlich Hans Freese Werner Plath | 9.17,6  | Frankrijk Roland Pallard Christian Talli René Cavalero Alfred Nakache | 9.22,6  | Verenigd Koninkrijk Frederick Dove Kenneth Deane Robert Leivers Norman Wainwright | 9.24,6  |

### Vrouwen
| Afstand:           | Goud:                                                                | Tijd   | Zilver:                                                          | Tijd   | Brons:                                                                      | Tijd   |
| 100 m vrije slag   | Ragnhild Hveger Denemarken                                           | 1.06,2 | Birte Ove-Petersen Denemarken                                    | 1.06,8 | Rie van Veen Nederland                                                      | 1.08,4 |
| 400 m vrije slag   | Ragnhild Hveger Denemarken                                           | 5.09,0 | Rie van Veen Nederland                                           | 5.27,7 | Fernande Caroen België                                                      | 5.33,4 |
| 100 m rugslag      | Cor Kint Nederland                                                   | 1.15,0 | Iet van Feggelen Nederland                                       | 1.15,9 | Birte Ove-Petersen Denemarken                                               | 1.17,0 |
| 200 m schoolslag   | Inge Sørensen Denemarken                                             | 3.05,4 | Doris Storey Verenigd Koninkrijk                                 | 3.06,0 | Jopie Waalberg Nederland                                                    | 3.06,2 |
| 4x100 m vrije slag | Denemarken Eva Arndt Gunvor Kraft Birte Ove-Petersen Ragnhild Hveger | 4.31,6 | Nederland Alie Stijl Trude Malcorps Rie van Veen Willy den Ouden | 4.39,5 | Verenigd Koninkrijk Zilpha Grant Joyce Harrowby Margery Hinton Olive Wadham | 4.51,4 |

## Schoonspringen

### Mannen
| Onderdeel: | Goud:                      | Score  | Zilver:                     | Score  | Brons:                               | Score  |
| 3 m plank  | Erhard Weiß nazi-Duitsland | 148,02 | Fritz Haster nazi-Duitsland | 137,50 | Frederick Hodges Verenigd Koninkrijk | 132,52 |
| 10 m toren | Erhard Weiß nazi-Duitsland | 124,67 | Hans Kitzig nazi-Duitsland  | 121,53 | László Hidvégi Hongarije             | 107,22 |

### Vrouwen
| Onderdeel: | Goud:                           | Score  | Zilver:                         | Score  | Brons:                         | Score  |
| 3 m plank  | Betty Slade Verenigd Koninkrijk | 103,60 | Gerda Daumerlang nazi-Duitsland | 102,28 | Edna Child Verenigd Koninkrijk | 100,40 |
| 10 m toren | Inge Beeken Denemarken          | 37,09  | Ann-Margret Nirling Zweden      | 36,92  | Suse Heinze nazi-Duitsland     | 36,39  |

## Waterpolo
| Onderdeel: | Goud:     | Zilver:        | Brons:    |
| Mannen     | Hongarije | nazi-Duitsland | Nederland |

## Medaillespiegel
| Plaats | Land                | Goud | Zilver | Brons | Totaal |
| 1      | nazi-Duitsland      | 5    | 7      | 2     | 14     |
| 2      | Denemarken          | 5    | 1      | 1     | 7      |
| 3      | Nederland           | 2    | 3      | 4     | 9      |
| 4      | Zweden              | 2    | 1      | 0     | 3      |
| 5      | Verenigd Koninkrijk | 1    | 3      | 5     | 9      |
| 6      | Hongarije           | 1    | 0      | 3     | 4      |
| 7      | Frankrijk           | 0    | 1      | 0     | 1      |
| 8      | Joegoslavië         | 0    | 0      | 1     | 1      |
| 8      | België              | 0    | 0      | 1     | 1      |
| Totaal | Totaal              | 16   | 16     | 17    | 49     |